# Cynanchum leucanthum
Cynanchum leucanthum är en oleanderväxtart. Cynanchum leucanthum ingår i släktet Cynanchum och familjen oleanderväxter.

## Underarter
Arten delas in i följande underarter:
- C. l. elongatum
- C. l. leucanthum